# Makoto Shinkai
Makoto Shinkai (jap. 新海 誠 Shinkai Makoto; ur. 9 lutego 1973 w Nagano), właśc. Makoto Niitsu (jap. 新津 誠 Niitsu Makoto) – japoński reżyser filmowy i animator.
Makoto Shinkai jest określany mianem „nowego Hayao Miyazakiego”.

## Kariera
Po ukończeniu w 1994 studiów z zakresu literatury japońskiej na Wydziale Literatury Uniwersytetu Chūō, Makoto Shinkai pracował przez pięć lat jako grafik komputerowy dla firmy Falcom. To właśnie podczas tej pracy poznał Tenmona – kompozytora muzyki do wielu jego późniejszych filmów. Od 1997 amatorsko zajmował się twórczością artystyczną, tworząc krótkie, kilkuminutowe filmy animowane (np. Tooi sekai). W 1999 zadebiutował pięciominutowym filmem Ona i jej kot, bardzo dobrze przyjętym przez krytykę i wielokrotnie nagradzanym. W 2001 zrezygnował z pracy jako grafik komputerowy, aby skoncentrować się na produkcji Głosy z odległej gwiazdy. Ukończony w styczniu 2002 film przyniósł Shinkaiowi rozgłos i dalsze nagrody.

## Styl
Istotny wpływ na Shinkaia miała twórczość Hayao Miyazakiego. Poszukuje on także innych źródeł inspiracji, np. w literaturze japońskiej. Z kolei krajobrazy w filmie Ziemia kiedyś nam obiecana były owocem jego wizyty w prefekturze Aomori. Filmy Shinkaia mają najczęściej niski budżet, często tworzone są przy współpracy przyjaciół i rodziny reżysera, który grał także jako seiyū we własnych filmach.

## Niektóre nagrody i wyróżnienia
- Human Grand Prix na SKiP Creature Human Award 2000 oraz Grand Prix 12. DoGA CG-Animation Contest w 2000 za She and Her Cat
- Nagroda za grafikę na Digital Contents Grand Prix, najlepszy reżyser na AMD Award/Digital Contents of the Year 2000, nagroda za najlepszy debiut na Tokyo Int’l Animation Festival w 2002 za Głosy z odległej gwiazdy
- Srebrna Nagroda za najlepszy film długometrażowy na Międzynarodowym Festiwalu Filmowym Fant-Asia w Montrealu, najlepszy film pełnometrażowy na Seoul Int’l Animation Festival, najlepszy film animowany na 59. gali filmowej Mainichi w Tokio w 2005, nominowany na 9. Shanghai International Film Festival za Ziemia kiedyś nam obiecana[4]
- Lancia Platinum Grand Prix na Future Film Festival w 2008 za 5 centymetrów na sekundę[8].
- Nagroda AniMovie na 21. Międzynarodowym Festiwalu Filmów Animowanych w Stuttgarcie (2014) dla Ogrodu słow[9]

## Prace

### Film
- Tooi sekai (jap. 遠い世界;  1997, film krótkometrażowy) – reżyser, scenariusz
- Ona i jej kot (jap. 彼女と彼女の猫 Kanojo to kanojo no neko;  1999, film krótkometrażowy) – reżyser, scenariusz
- Głosy z odległej gwiazdy (jap. ほしのこえ Hoshi no koe;  2002, film) – reżyser, scenariusz
- Minna no uta egao (jap. みんなのうた「笑顔」;  2003, teledysk do piosenki Hiromi Iwasaki) – reżyser
- Ziemia kiedyś nam obiecana (jap. 雲のむこう、約束の場所 Kumo no mukō, yakusoku no basho;  2004, film) – reżyser, scenariusz
- 5 centymetrów na sekundę (jap. 秒速5センチメートル Byōsoku 5 senchimētoru;  2007 film) – reżyser, scenariusz
- Neko no shūkai (jap. 猫の集会;  2007, film krótkometrażowy) – reżyser, scenariusz
- Hoshi o ou kodomo (jap. 星を追う子ども;  2011, film) – reżyser, scenariusz
- Dareka no manazashi (jap. だれかのまなざし  2013, film krótkometrażowy) – reżyser, scenariusz
- Ogród słów (jap. 言の葉の庭 Kotonoha no niwa;  2013, film) – reżyser, scenariusz
- Z-Kai: Cross Road (jap. Ｚ会 「クロスロード」;  2014, reklama TV dla Z-kai) – reżyser, scenariusz
- Twoje imię (jap. 君の名は。 Kimi no na wa.; ang. Your name., 2016, film) – reżyser, scenariusz, projektant kolorystyki
- Tenki no ko (jap. 天気の子; ang. Weathering with You, 2019, film) – reżyser, scenariusz
- Suzume (jap. すずめの戸締まり; 2022, film) – reżyser, scenariusz

### Gry komputerowe
- Bittersweet Fools (2001) – reżyser trailera i czołówki
- Wind: a breath of heart (2002 – 2004) – reżyser i animator trailera i czołówki
- Haru no ashioto – reżyser trailera i czołówki
- ef – a fairy tale of the two. (2006) – reżyser trailera i czołówki

### Manga
- Beyond the Tower (2002)
- Hoshi no koe (2004)
- Kumo no mukō, yakusoku no basho (2006)
- Byōsoku 5 senchimētoru (2010-2011)
- Hoshi o ou kodomo (2011)
- Twoje imię (2016)

### Inne prace
- Kimi wo mamoru tame ni boku wa yume wo miru (jap. きみを守るためにぼくは夢をみる) (2003 – 2011) – ilustrator
- Slug (książka obrazkowa, 1994)
- Byōsoku 5 senchimētoru (powieść 2007)